# Prescottia sibundoyensis
Prescottia sibundoyensis – gatunek naziemnego storczyka o biało-zielonych kwiatach z rodzaju Prescottia opisany w 2019 roku przez dr hab. Martę Kolanowską, dr. Sławomira Nowaka, prof. Dariusza Szlachetkę i Ramiro Medinę Trejo. Występuje na terenie planowanego rezerwatu przyrody w dolinie Sibundoy w południowej Kolumbii.